# Leopoldo Retti
Leopoldo Matteo Retti (Laino, 1705 – Stoccarda, 18 settembre 1751) è stato un architetto italiano, progettista barocco attivo in area tedesca.

## Biografia
Apparteneva a una famiglia di stuccatori e capomastri lombardi. Arrivò in Germania nel 1717 al seguito dello zio Donato Giuseppe Frisoni impegnato  al castello di Ludwigsburg. I suoi fratelli furono formati come stuccatori e pittori, mentre Leopoldo ricevette una formazione da architetto che comprese anche un soggiorno a Parigi. 
Nel 1726 Eberardo Ludovico di Württemberg gli affidò la progettazione del piano per la nuova città di Ludwigsburg. 
Nel 1731 Retti fu chiamato dal principe di Ansbach a progettare numerosi edifici che ancora oggi caratterizzano l'immagine urbana della città, tra cui la sinagoga, la chiesa di San Gumberto, il completamento della magnifica residenza del principe e il palazzo Comunale oggi chiamato "Palazzo Retti".
nel 1738 progettò anche il nuovo palazzo del conte Karl August a  Kirchberg.
Nel 1745 progettò il Nuovo Palazzo di Stoccarda per il duca Carlo Eugenio di Württemberg, completato con modifiche dopo la sua morte.

## Opere

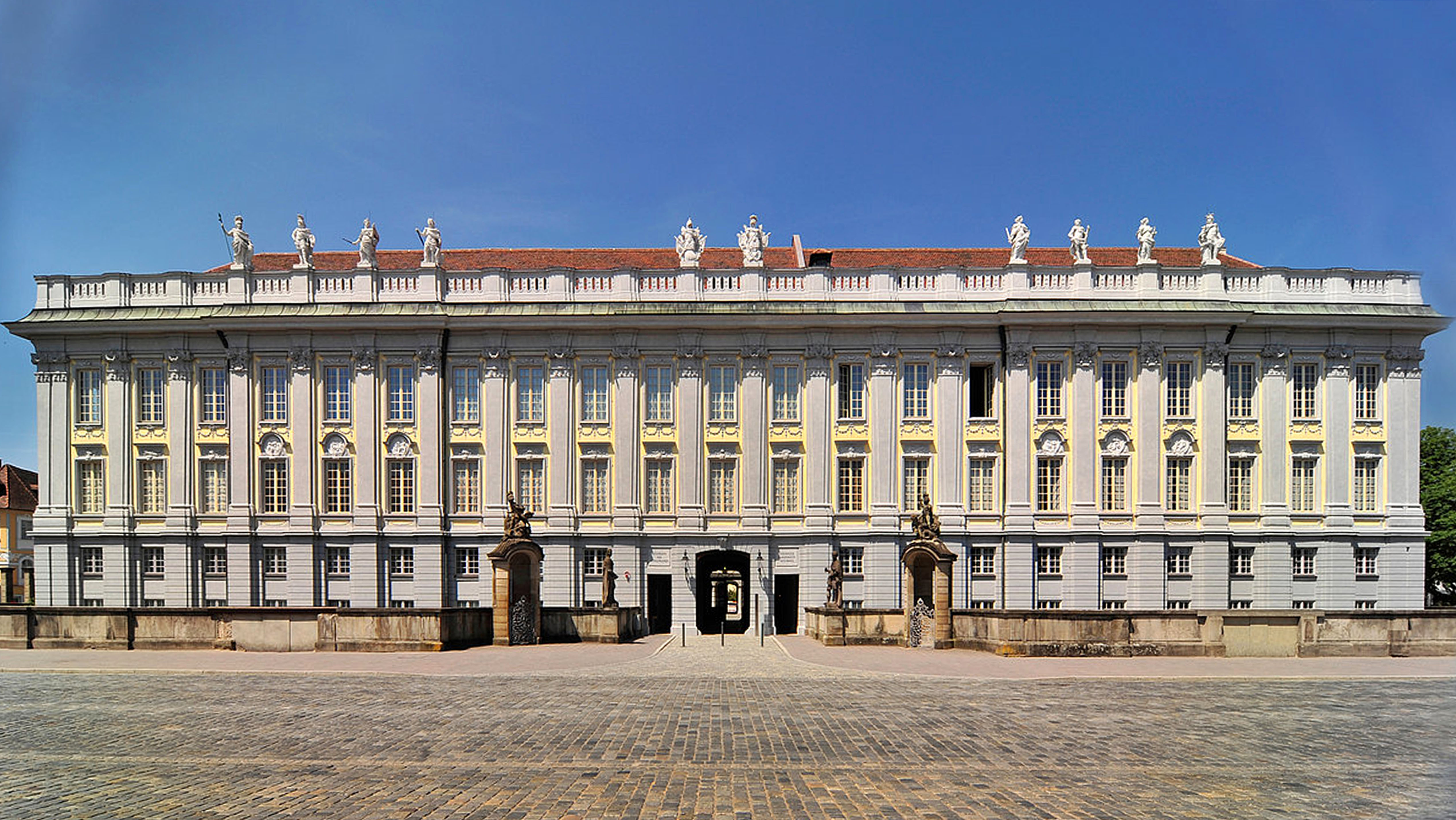
residenza del principe a Ansbach

- Palazzo Nuovo di Stoccarda
- Castello di Ludwigsburg ,
- Residenza del principe a Ansbach
- Palazzo Comunale di Ansbach